# Gran Premio de Bélgica de Motociclismo de 1951
El Gran Premio de Bélgica de Motociclismo de 1951 fue la cuarta prueba de la temporada 1951 del Campeonato Mundial de Motociclismo. El Gran Premio se disputó el 1 de julio de 1951 en el Circuito de Spa.

## Resultados 500cc
Geoff Duke ganó la carrera de 500cc en Bélgica por 20 segundos de diferencia por delante de Alfredo Milani. Ninguna marca dominó. Detrás la Norton de Duke y la Gilera de Milani terminaron Sante Geminiani (Moto Guzzi) y Reg Armstrong (AJS). El líder de Gilera Umberto Masetti y de AJS
Bill Doran llegaron fuera de la zona de puntos y Carlo Bandirola se cayó por lo que dio a Duke ya una ventaja casi definitiva para la general.
| Pos.    | Piloto               | Moto       | Tiempo/Retirado | Puntos |
| ------- | -------------------- | ---------- | --------------- | ------ |
| 1       | Geoff Duke           | Norton     | 1h 09:03.0      | 8      |
| 2       | Alfredo Milani       | Gilera     | +20.3           | 6      |
| 3       | Sante Geminiani      | Moto Guzzi | +29.9           | 4      |
| 4       | Reg Armstrong        | AJS        | +58.6           | 3      |
| 5       | Nello Pagani         | Gilera     | +1:22.4         | 2      |
| 6       | Johnny Lockett       | Norton     | +1:27.1         | 1      |
| 7       | Jack Brett           | Norton     | +1:34           |        |
| 8       | Enrico Lorenzetti    | Moto Guzzi | +1:56           |        |
| 9       | Umberto Masetti      | Gilera     | +2:04           |        |
| 10      | Rod Coleman          | Norton     | +2:05           |        |
| 11      | Ray Amm              | Norton     | +1 Vuelta       |        |
| 12      | Len Perry            | Norton     | +1 Vuelta       |        |
| 13      | William Petch        | Norton     | +1 Vuelta       |        |
| 14      | Auguste Goffin       | Norton     | +1 Vuelta       |        |
| 15      | Léon Martin          | Gilera     | +1 Vuelta       |        |
| 16      | Felice Benasedo      | Moto Guzzi | +1 Vuelta       |        |
| 17      | Giulio Galbiati      | Moto Guzzi | +2 Vueltas      |        |
| 18      | Jaak Delsing         | Triumph    | +2 Vueltas      |        |
| 19      | Ernie Richard Thomas | Velocette  | +2 Vueltas      |        |
| 20      | Albert Vertriest     | Triumph    | +2 Vueltas      |        |
| 21      | Evert Carlsson       | Norton     | +2 Vueltas      |        |
| Ret     | Fergus Anderson      | Moto Guzzi | Ret             |        |
| Ret     | Carlo Bandirola      | MV Agusta  | Ret             |        |
| Ret     | Eugène Cordang       | Triumph    | Ret             |        |
| Ret     | Firmin Dauwe         | Norton     | Ret             |        |
| Ret     | Roge Grumiaux        | Norton     | Ret             |        |
| Ret     | Bill Doran           | AJS        | Ret             |        |
| Ret     | Mike Featherstone    | AJS        | Ret             |        |
| Ret     | Leslie Graham        | Norton     | Ret             |        |
| Ret     | Vaino Hollming       | Moto Guzzi | Ret             |        |
| Ret     | Sidney Mason         | Norton     | Ret             |        |
| Ret     | Les Daer             | Norton     | Ret             |        |
| Ret     | Bob Matthews         | Norton     | Ret             |        |
| Ret     | Eric Oliver          | Norton     | Ret             |        |
| Ret     | Edouard Texidor      | Norton     | Ret             |        |
| Ret     | Lous van Rijswijk    | Vincent    | Ret             |        |
| Fuente: |                      |            |                 |        |

## Resultados 350cc
Geoff Duke también ganó la carrera de 350cc, con 40 segundos por delante de Johnny Lockett, que pilotaba con una Norton Manx. Les Graham se cayó con su Velocette KTT y tuvo que ceder el liderato del campeonato mundial a Duke. Graham quedó en segundo lugar pero estaba amenazado por Lockett.
| Pos. | Piloto              | Moto      | Tiempo/Retirado | Puntos |
| ---- | ------------------- | --------- | --------------- | ------ |
| 1    | Geoff Duke          | Norton    | 57:34.5         | 8      |
| 2    | Johnny Lockett      | Norton    | +40.5           | 6      |
| 3    | Bill Lomas          | Velocette | +41.5           | 4      |
| 4    | Cecil Sandford      | Velocette | +42.5           | 3      |
| 5    | Bill Doran          | AJS       | +42.6           | 2      |
| 6    | Mick Featherstone   | AJS       | +43.5           | 1      |
| 7    | Jack Brett          | Norton    |                 |        |
| 8    | Reg Armstrong       | AJS       |                 |        |
| 9    | Rod Coleman         | AJS       |                 |        |
| 10   | Les Graham          | Velocette |                 |        |
| 11   | William Petch       | AJS       |                 |        |
| 12   | Ken Mudford         | AJS       |                 |        |
| 13   | Ray Amm             | Norton    |                 |        |
| 14   | León Martin         | Velocette |                 |        |
| 15   | Bob Matthews        | Velocette |                 |        |
| 16   | Len Perry           | Norton    |                 |        |
| 17   | Ernie Thomas        | Velocette |                 |        |
| 18   | Jacques Raffeld     | Velocette |                 |        |
| 19   | Jaak Delsing        | Velocette |                 |        |
| 20   | Lous van Rijswijk   | Velocette |                 |        |
| 21   | Auguste Goffin      | Norton    |                 |        |
| 22   | Francis Basso       | AJS       |                 |        |
| 23   | Lo Simmons          | AJS       |                 |        |
| 24   | Firmin Dauwe        | AJS       |                 |        |
| 25   | Vaino Hollming      | Velocette |                 |        |
| 26   | Astère van Fleteren | AJS       |                 |        |
| 27   | Etienne Mernier     | Velocette | Ret             |        |
| 28   | Sidney Mason        | Velocette | Ret             |        |
| Ret  | Roge Grumiaux       | AJS       | Ret             |        |